# Nick Faldo
Sir Nicholas Alexander Faldo, né le 18 juillet 1957 à Welwyn Garden City, en Grande-Bretagne, est un golfeur professionnel anglais. Il est vainqueur de six tournois du Grand Chelem, les éditions 1987, 1990 et 1992 du British Open et 1989, 1990 et 1996 du Masters. Il remporte également quatre des onze éditions de la Ryder Cup auxquelles il participe, en 1985, 1987, 1995 et 1997. Il est même capitaine de la sélection européenne lors de l'édition perdue de 2008.

## Biographie

### Carrière sportive
Découvrant le golf en regardant Jack Nicklaus à la télévision durant le Masters 1971, il remporte ses premiers succès en amateur, dont le Championnat d'Angleterre amateur et le Championnat Britannique des jeunes en 1975.
Il passe professionnel en 1976. Il obtient rapidement des résultats sur le Tour européen PGA, avec une première victoire en 1977, saison dont il termine à la huitième place au classement de l'ordre du Mérite européen. Ce classement lui permet de participer à la Ryder Cup 1977, devenant ainsi le plus jeune joueur de l'histoire de la compétition, dépassé depuis par Sergio García.
La saison suivante, il remporte une nouvelle victoire et termine la saison à la troisième place du classement de l'ordre du Mérite européen. Il devient l'un des meilleurs joueurs du circuit européen, remportant le classement de l'ordre du Mérite en 1983 avec cinq victoires sur le circuit.
En 1984, il remporte sa première victoire sur le circuit américain du PGA Tour. Cependant, ses résultats durant les années du milieu des années 80 sont en baisse. Ce recul s'explique par le travail qu'il a commencé pour améliorer son swing, sous la conduite du professeur de golf David Leadbetter[réf. nécessaire]. Il estimait ce travail nécessaire pour pourvoir postuler à la conquête de titre du Grand Chelem.
C'est en 1987 que les effets de ce travail se font nettement ressentir. Il remporte son premier Majeur lors de l'Open Britannique, aussi nommé The Open, disputé en Écosse à Muirfield. Cette victoire est obtenue bien qu'il ne réussisse aucun Birdie lors du dernier tour, tour dont il joue tous les trous dans le Par. Sa victoire est également due aux deux derniers trous de son principal adversaire, l'Américain Paul Azinger: celui-ci laisse échapper la victoire en terminant le dernier tour par deux bogey.
L'année suivante, il remporte deux tournois sur le circuit européen. Lors des tournois du Grand Chelem, il termine second de l'US Open. Il perd ce tournoi lors d'un play-off disputé sous la formule d'un nouveau tour de 18 trous, tour dont Curtis Strange sort vainqueur en le devançant de 4 coups, troisième de l'Open britannique et quatrième de l'USPGA.
En 1989, il remporte le Masters, rendant sur le dernier tour une carte de 65 qui lui permet de combler un retard de 5 coups sur le leader au soir du troisième tour. Il dispute ainsi un play-off face à Scott Hoch, play-off qu'il remporte lors du deuxième trou disputé. La même année, il remporte trois victoires sur le circuit européen et le Suntory World Match Play Championship, tournoi disputé en match play et constituant un officieux championnat du monde de golf. Il remporte le titre de European Tour Player of the Year.
L'année suivante, il se succède à lui-même au palmarès du Masters, de nouveau après un play-off. Il bat cette fois Raymond Floyd. lors de l'US Open, il termine à la troisième place avant de remporter son deuxième Majeur de la saison lors de l'Open britannique, sur le Old Course de St Andrews. Il remporte de nouveau le titre de European Tour Player of the Year, auquel il ajoute le titre de Player of the Year du PGA Tour.
Après une année 1991 uniquement récompensée d'un titre lors de l'Open d'Irlande sur le circuit européen, il renoue avec le succès en grand Chelem lors de l'année 1992: il remporte son deuxième Open britannique. Plus tôt dans la saison, il avait également terminé dans le Top 5 d'un Majeur avec une quatrième place lors de l'US Open. Sa saison en Majeur se termine par une deuxième place lors de l'USPGA. Sur le circuit européen, il ajoute trois autres titres à The Tour. Il remporte également son deuxième Match Play Championship, devenu Toyota World Match Play Championship. Il termine la saison en tête du classement de l'ordre du mérite européen, et est nommé European Tour Player of the Year pour la troisième fois.
Lors de l'année 1993, il remporte deux tournois européens, l'Open d'Irlande pour la troisième fois consécutivement et le Johnnie Walker Classic. Il termine à la deuxième place de l'open britannique derrière Greg Norman et la troisième place de l'USPGA.
La saison suivante, il subit lors de l'US Open son premier échec lors d'un cut dans un Majeur depuis 1986. Il termine ensuite à la huitième place lors de l'open britannique puis à la quatrième de l'USPGA.
La saison suivante, il décide de privilégier le circuit américain du PGA Tour, circuit qui abrite trois des titres du Grand Chelem. Durant cette saison, il ne remporte qu'un seul titre sur le circuit, lors du Doral-Ryder Open. En Grand Chelem, il ne parvient pas à terminer dans le Top 20 de l'un des quatre tournois.
Lors du Masters 1996, il est devancé de six coups au soir du troisième tour par l'Australien Greg Norman, les deux joueurs disputant la dernière partie de ce troisième tour. Cependant, Norman craque lors du dernier tour, débutant par un bogey sur le premier trou. L'Australien accumule les mauvais coups et voit l'Anglais le dépasser lors du 12e trou. Faldo termine le tour avec une carte de 67, l'Australien rendant pour sa part une carte de 78. Lors du dernier trou, Faldo se penche sur son adversaire Australien et lui murmure alors une parole qui scellera leur amitié. Ce n'est que plusieurs années plus tard, en 2005, et malgré les pressions incessantes, que seront révélées les paroles de Faldo: « Don't let the bastards get you down » en parlant des médias.
Il termine ensuite à la quatrième lors de l'Open britannique.
En 1997, il remporte son dernier titre sur le PGA Tour, lors du Nissan Open. Sur les tournois, il échoue lors du cut au Masters et à l'USPGA, partageant la 48e place lors de l'US Open et la 44 lors de l'Open Britannique. Lors de cette année, il est introduit dans le Hall of Fame du golf.
Après cette année 1997, il ne parvient pas à remporter de titres sur les deux circuits majeurs, le PGA Tour et le circuit européen. Il parvient de nouveau à atteindre le Top 5 d'un Majeur lors de l'US Open 2002. C'est en 2001 qu'il a cessé de jouer de manière régulière sur le PGA Tour.

### Ryder Cup
Pour ses débuts en Ryder Cup lors de l'édition 1977, il remporte les trois rencontres qu'il dispute, deux rencontres en double avec P Oosterhuis et un simple face à l'Américain Tom Watson. Cette édition voit l'équipe américaine l'emporter sur le score de 12½ à 7½. À partir de l'édition de 1979, la Ryder Cup oppose désormais une équipe européenne à l'équipe américaine. Cette dernière remporte toutefois la victoire, sur le score de 17 à 11. Faldo remporte trois des quatre rencontres qu'il dispute. Lors de l'édition suivante, il perd les deux doubles qu'il dispute, sauvant l'honneur en remportant son simple. en 1983, il fait équipe avec Bernhard Langer dans les parties de doubles. Le couple remporte trois des quatre doubles disputés, Faldo remportant de plus son simple. L'équipe européenne remporte sa première victoire lors de l'édition 1985, édition au cours de laquelle Faldo perd les deux rencontres qu'il dispute. En 1987, il est associé au gallois Ian Woosnam avec lequel il réalise, avec 3½ points sur 4 lors des doubles, le meilleur résultat d'une équipe de double européenne dans une seule édition de Ryder Cup. L'Europe domine largement les doubles, avec également la paire espagnole Ballesteros/Olazábal. Avant les simples, l'Europe mène sur le score de 10½ à 5½. Faldo complète ses bons résultats par une victoire en simple, contribuant ainsi grandement à la victoire de l'équipe européenne sur le score de 15 à 13 points, victoire acquise de surcroit sur le sol américain. Pour l'édition suivante, la paire Woosnam-Faldo, de nouveau reconstituée, apporte deux points sur les quatre possibles à l'équipe européenne, Faldo perdant son simple. Toutefois, grâce à l'égalité entre les deux équipes, l'équipe européenne conserve le trophée. En 1991, Faldo perd les trois doubles qu'il dispute, dont deux avec Woosnam avant de se reprendre en remportant son simple. Mais l'Europe, qui n'a pas réussi à prendre l'avantage à l'issue des doubles, laisse la victoire aux Américains.
En 1993, Faldo est associé à un nouveau partenaire, l'Écossais Colin Montgomerie. Ensemble, ils apportent 2½ points à l'Europe. Faldo partage son simple mais l'équipe européenne perd de nouveau. L'Europe remporte de nouveau le trophée lors de l'édition 1995 où Faldo, après avoir remporté 3 des quatre doubles qu'il a disputé, apporte le point victorieux lors du 18e trou de sa partie. L'Europe conserve son trophée lors de l'édition suivante, disputée en Europe sur le golf espagnol de Valderrama Golf Club à San Roque. Faldo, associé à l'Anglais Lee Westwood, apporte deux points en double et perd son simple.
Cette édition 1997 est sa dernière apparition en tant que joueur.
En 2006, il a été choisi comme capitaine de l'édition 2008.

## Palmarès
- British Open en 1987, 1990 et 1992
- Masters en 1989 et 1990 et 1996
- 30 victoires sur le circuit européen.
- Coupe du monde 1998 avec David Carter
- 4 Ryder Cup (1985 , 1987 , 1995 et 1997)
- 11 participations à la Ryder Cup entre 1977 et 1997 (23 victoires , 4 nuls et 19 défaites)

## Distinctions
- Membre de l'Ordre de l'Empire britannique (MBE)
- Chevalier, 2009[14]